# Fons Rademakers
Alphonse Marie (Fons) Rademakers (Roosendaal, 5 september 1920 – Genève, 22 februari 2007) was een Nederlandse acteur, filmregisseur en filmproducent. In 1960 werd zijn eerste speelfilm genomineerd voor een Oscar. In 1987 kreeg hij een Oscar voor De aanslag (1986).

## Biografie
Rademakers werd geboren als zoon van de plaatselijke gemeentesecretaris. Hij was aanvankelijk acteur en toneelregisseur. In 1955 wist hij echter voor zichzelf een beurs van de overheid voor een buitenlandse filmstage te regelen (de Filmacademie bestond in die tijd nog niet). Met de kennis die hij opdeed op de set bij Vittorio De Sica in Rome, en later bij Jean Renoir en Joris Ivens in Parijs, wilde hij bij thuiskomst een Nederlandse speelfilmindustrie helpen opzetten.
Rademakers debuteerde met Dorp aan de rivier (1958), de eerste Nederlandse speelfilm die werd genomineerd voor een Oscar.
Hij ontwikkelde een voorliefde voor verfilmingen van Nederlandstalige literaire meesterwerken. In 1963 maakte hij onder de titel Als twee druppels water een filmversie van W.F. Hermans' De donkere kamer van Damokles. In 1971 zorgde Rademakers voor opzien – althans in conservatief Vlaanderen – met zijn "gewaagde" verfilming van Stijn Streuvels' roman De Teloorgang van de Waterhoek. De film kreeg als titel Mira, naar het gelijknamige hoofdpersonage dat vertolkt werd door de debuterende Willeke van Ammelrooy. Enkele jaren later draaide hij in Nederland en Indonesië Max Havelaar (1976), een verfilming van de Multatuli-klassieker. In 1987 kreeg hij een Oscar in de categorie Beste buitenlandse film voor de film De aanslag naar de gelijknamige roman van Harry Mulisch.
In 1998 werd de Bert Haanstra Oeuvreprijs aan hem uitgereikt.
Rademakers had meer op met de Bourgondische mentaliteit van de Belgen, Fransen en de Italianen dan met de protestantse ernst van boven de Nederlandse rivieren. Stijl vond hij belangrijk, maar altijd in dienst van het verhaal. Bij Rademakers stond het drama voorop, en zijn films waren altijd gericht op het grote publiek. Behalve als regisseur was hij ook actief als filmproducent. Naast zijn eigen films produceerde hij enkele films van zijn echtgenote Lili Rademakers-Veenman en een film van Ate de Jong. Ook was hij te zien in films van anderen, onder meer in De vijanden (1968) en Vrijdag (1981) van Hugo Claus, Keetje Tippel  (1975) van Paul Verhoeven, alsook in Mysteries (1978) van Paul de Lussanet.
In 2004 eindigde Rademakers op nr. 198 in de verkiezing van de grootste Nederlander.
Rademakers was tijdens de Tweede Wereldoorlog kortstondig gehuwd met Josephine van Gasteren. In 1960 trouwde hij met Lili Veenman, die hij vijf jaar eerder had leren kennen in Rome. Hij woonde vanaf 1989 met zijn echtgenote afwisselend in Rome en in de Franse plaats Thoiry, en overleed op 86-jarige leeftijd in een Zwitsers ziekenhuis aan de gevolgen van longemfyseem.

## Filmografie

### Als regisseur
- Dorp aan de rivier (1958; naar het gelijknamige boek van Antoon Coolen)
- Makkers, staakt uw wild geraas (1960)
- Het mes (1961)
- Als twee druppels water (1963; naar het boek De donkere kamer van Damokles van Willem Frederik Hermans)
- De dans van de reiger (1966)
- Mira (1971; naar het boek De teloorgang van de waterhoek van Stijn Streuvels)
- Niet voor de poezen (1973)
- Max Havelaar (1976; naar het gelijknamige boek van Multatuli)
- Mijn vriend (1979)
- De aanslag (1986; naar het gelijknamige boek van Harry Mulisch)
- The Rose Garden (1989)

### Als acteur
- A Story of Achievement (1951, documentaire)
- Jongens, jongens, wat een meid (1965, korte film)
- Aah... Tamara (1965, korte film)
- De dans van de reiger (1966, stemacteur)
- De vijanden (1968)
- Bezeten - Het gat in de muur (1969)
- Mira (1971)
- Daughters of Darkness (1971)
- Keetje Tippel (1975)
- Lifespan (1975)
- Mysteries (1978)
- Gejaagd door de winst (of het A.B.C. van de moderne samenleving) (1978, korte film)
- Vrijdag (1980)

## Erelijst (selectie)

### Academy Awards
- Dorp aan de Rivier (nominatie beste buitenlandse film)
- De Aanslag (Gewonnen beste buitenlandse film)

### Golden Globes
- De Aanslag (Gewonnen beste buitenlandse film)

### Internationaal filmfestival van Berlijn
- Dorp aan de Rivier (nominatie Gouden Beer)
- Makkers staakt uw wild geraas (gewonnen Zilveren Beer beste regie, nominatie Gouden Beer)

### Filmfestival van Cannes
- Het Mes (nominatie Gouden Palm)
- Als twee druppels water (nominatie Gouden Palm)
- Mira (nominatie Gouden Palm)